# 圓吻突吻鱈
圓吻突吻鱈為輻鰭魚綱鱈形目鼠尾鱈科的其中一種，分布於北大西洋冰島外海、挪威、格陵蘭至北非海域，屬深海底棲性魚類，深度180-2600公尺，體長可達110公分，棲息在底層水域，成群活動，以頭足類、魚類、片腳類為食，生活習性不明，可做為食用魚。